# 鄭騏寬
鄭騏寬（1994年1月28日—）是前臺灣男子籃球運動員，場上主打後衛位置。

## 生平
父親是鄭志龍，鄭騏寬從仁愛國中畢業後原先父親有打算將他送至美國讀書，後送至松山高中接受黃萬隆的磨練，大學進入世新大學廣電系電視組就讀，2015年9月在超級籃球聯賽新人選秀會第四輪獲得金門酒廠青睞，2017年與金門酒廠合約到期後轉戰東南亞職業籃球聯賽寶島夢想家，離開籃球舞臺後在臺北市巷弄開設酒吧。

## 外部連結
- 鄭騏寬的Instagram帳戶
- 鄭騏寬在fiba.basketball（英语）
- 鄭騏寬在archive.fiba.com（archived）（英语）
- 鄭騏寬在Eurobasket.com（球員）（英语）
- 鄭騏寬在RealGM（英语）